# Tony Gonzalez
Anthony David Gonzalez, conhecido como Tony Gonzalez (Torrance, Califórnia, 27 de fevereiro de 1976), é um analista esportivo e ex-jogador de futebol americano como Tight end. Ele jogou futebol americano universitário e basquete universitário na Universidade da Califórnia. Ele foi selecionado pelo Kansas City Chiefs na primeira rodada do Draft de 1997, onde jogou por doze temporadas, até ser negociado para o Atlanta Falcons, onde jogou por cinco temporadas.
Gonzalez foi selecionado quatorze vezes para o Pro Bowl, detém o recorde da NFL para mais jardas recebidas (15.127) por um tight end. Ele também é o terceiro de todos os tempos em recepções com 1.325, atrás de Jerry Rice e Larry Fitzgerald.
Gonzalez é o primeiro em recepções por um tight end. Gonzalez era conhecido por sua durabilidade e raramente sofreu fumble. Durante sua carreira, ele só perdeu dois jogos e perdeu apenas dois fumble em 1.327 toques.
Desde que se aposentou em 2013, Gonzalez atuou como analista de futebol americano para a NFL no Prime Video e anteriormente trabalhou na CBS Sports e na Fox Sports. González foi introduzido no Hall da Fama do Futebol Americano Profissional em fevereiro de 2019, seu primeiro ano de elegibilidade.

## Primeiros anos
Gonzalez nasceu em Torrance, Califórnia, e foi criado por sua mãe, Judy, que trabalhou em dois empregos para sustentar a família. A família de seu pai é de ascendência cabo-verdiana, jamaicana e escocesa, e a família de sua mãe é de ascendência afro-americana, euro-americana, mexicana-americana e indígena.
Gonzalez frequentou a Escola Secundária de Huntington Beach em Huntington Beach, Califórnia, onde ele jogou futebol americano e basquete.
Em seu último ano, ele teve 62 recepções para 945 jardas e 13 touchdowns e foi uma seleção para a Primeira-Equipe All-America como tight end e linebacker. Jogando basquete, ele foi nomeado o MVP de Orange County e da Sunset League, com uma média de 26 pontos por jogo.
Após seu último ano, Gonzalez dividiu o prêmio de atleta do ano da Orange County High School com o golfista Tiger Woods.

## Carreira universitária
Gonzalez escolheu ir para a Universidade da Califórnia, onde se formou em comunicação e jogou futebol e basquete. Como membro do time de futebol americano, ele jogou como tight end com o futuro treinador da NFL, Steve Mariucci. Gonzalez também foi uma seleção All-Pac-10 e All-America.
Gonzalez também continuou sua carreira de basquete em Cal. Em seu primeiro ano, ele jogou em 28 jogos, com média de 6,8 pontos e 5,4 rebotes por jogo com Califórnia chegando ao Sweet Sixteen do NCAA Basketball Tournament.
Eventualmente, Gonzalez teve que escolher entre o basquete e o futebol americano. Sobre a escolha, Tony disse: "Eu já estava acostumado ao futebol americano e tinha que fazer a transição de um mês para o basquete", mas no fim das contas "a decisão acabou sendo fácil para mim..."
Gonzalez decidiu abrir mão de seu último ano na Universidade da Califórnia para se tornar elegível para o Draft da NFL.

### Estatísticas no futebol americano universitário
| Temporada | Recepções | Jardas | Média | TD |
| --------- | --------- | ------ | ----- | -- |
| 1994      | 8         | 62     | 7,8   | 1  |
| 1995      | 37        | 541    | 14,6  | 2  |
| 1996      | 44        | 699    | 15,9  | 5  |
| Carreira  | 89        | 1 302  | 14 6  | 8  |

### Estatísticas no basquete universitário
| Temporada | PPJ | RPJ  |
| --------- | --- | ---- |
| 1994–95   | 7,1 | 3,88 |
| 1995–96   | 5,3 | 4,64 |
| 1996–97   | 6,8 | 4,46 |
| Carreira  | 6,4 | 4,34 |

## Carreira profissional

### Draft de 1997
Gonzalez foi classificado como um dos principais tight ends no Draft de 1997 e foi considerado com um dos 15 melhores jogadores. Os Chiefs negociaram a 18° e 13° posição no draft com o Tennessee Oilers para selecionar Gonzalez.

### Kansas City Chiefs

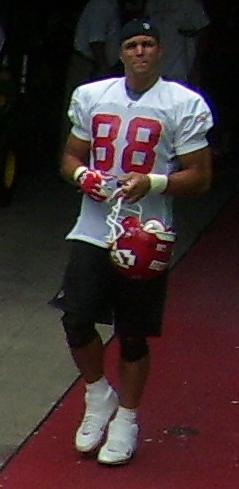
Gonzalez nos treinos dos Chiefs em 2008

#### Temporada de 1997
Gonzalez começou sua carreira na temporada de 1997. Ele terminou sua temporada de estreia com 33 recepções, dois touchdowns e um chute bloqueado nas equipes especiais, ajudando os Chiefs a terminarem com o melhor recorde da AFC. Ele foi nomeado para o time dos novatos da NFL da temporada de 1997.

#### Temporada de 1998
Na temporada de 1998, Gonzalez melhorou seus números tendo 59 recepções para 621 jardas e recebendo dois passes para touchdown pelo segundo ano consecutivo.

#### Temporada de 1999
Na temporada de 1999, González voltou a melhorar quando teve 76 recepções para 849 jardas e 11 recepções para touchdown, ganhando sua primeira seleção pro Pro Bowl. Além disso, ele foi nomeado para Primeira-Time All-Pro.

#### Temporada de 2000
Na temporada de 2000, ele teve 93 recepções para 1.203 jardas e nove recepções para touchdown. Ele foi nomeado para o Pro Bowl e para Primeira-Equipe All-Pro da temporada de 2000.

#### Temporada de 2001
Na temporada de 2001, ele teve 73 recepções para 917 jardas e seis recepções para touchdown, ao mesmo tempo em que conquistou sua terceira seleção como Primeiro-Equipe All-Pro e Pro Bowl. Em 4 de novembro, contra o San Diego Chargers, ele lançou seu primeiro passe, que passou por 40 jardas.

#### Temporada de 2002
Na temporada de 2002, ele fez 63 recepções para 773 jardas e sete recepções para touchdown, juntamente com outra seleção para o Pro Bowl. Entre os destaques dessa temporada está uma vitória por 48-30 sobre o Miami Dolphins, onde ele teve sete recepções para 140 jardas e três touchdowns. De 2003 a 2006, Gonzalez foi o tight end mais produtivo da NFL.

#### Temporada de 2003
Na temporada de 2003, ele teve 71 recepções para 916 jardas e dez recepções para touchdown. Pela quarta vez em sua carreira, ele foi nomeado pro Primeira-Time All-Pro. Ele também foi nomeado para o seu quinto Pro Bowl consecutivo.

#### Temporada de 2004
Sua melhor temporada estatisticamente veio em 2004, quando ele teve um recorde da NFL (por um tight end): 102 recepções para 1.258 jardas e sete touchdowns. Na semana 17, ele teve 14 recepções para 144 jardas contra o San Diego Chargers. Ele ganhou mais uma seleção para o Pro Bowl por sua temporada histórica.
O recorde de Gonzalez de 102 recepções por um tight end durou 8 anos, até que foi quebrado por Jason Witten durante a temporada de 2012.

#### Temporada de 2005
Na temporada de 2005, ele teve 78 recepções para 905 jardas e dois recepções para touchdown em outra temporada que ele foi selecionado para o Pro Bowl.

#### Temporada de 2006
Em 2006, Gonzalez começou a se aproximar de inúmeros recordes da equipe e da liga. Ele terminou com 73 recepções para 900 jardas e cinco recepções para touchdown, além de sua oitava nomeação consecutiva para o Pro Bowl. Em 2006, Gonzalez quebrou o recorde do wide receiver Otis Taylor em jardas recebidas e touchdown com a camisa dos Chiefs, ele também passou o running back Priest Holmes no recorde de jardas da linha de scrimmage da equipe.

#### Temporada de 2007
Em 2007, González continuou sua produtividade, apesar do jogo fraco do ataque dos Chiefs. Embora os Chiefs terminassem na parte inferior da maioria das principais categorias ofensivas, Gonzalez liderou os Chiefs e todos os tight end da NFL em recepções (99) e jardas recebidas (1.172). Ele também foi nomeado para seu nono Pro Bowl.

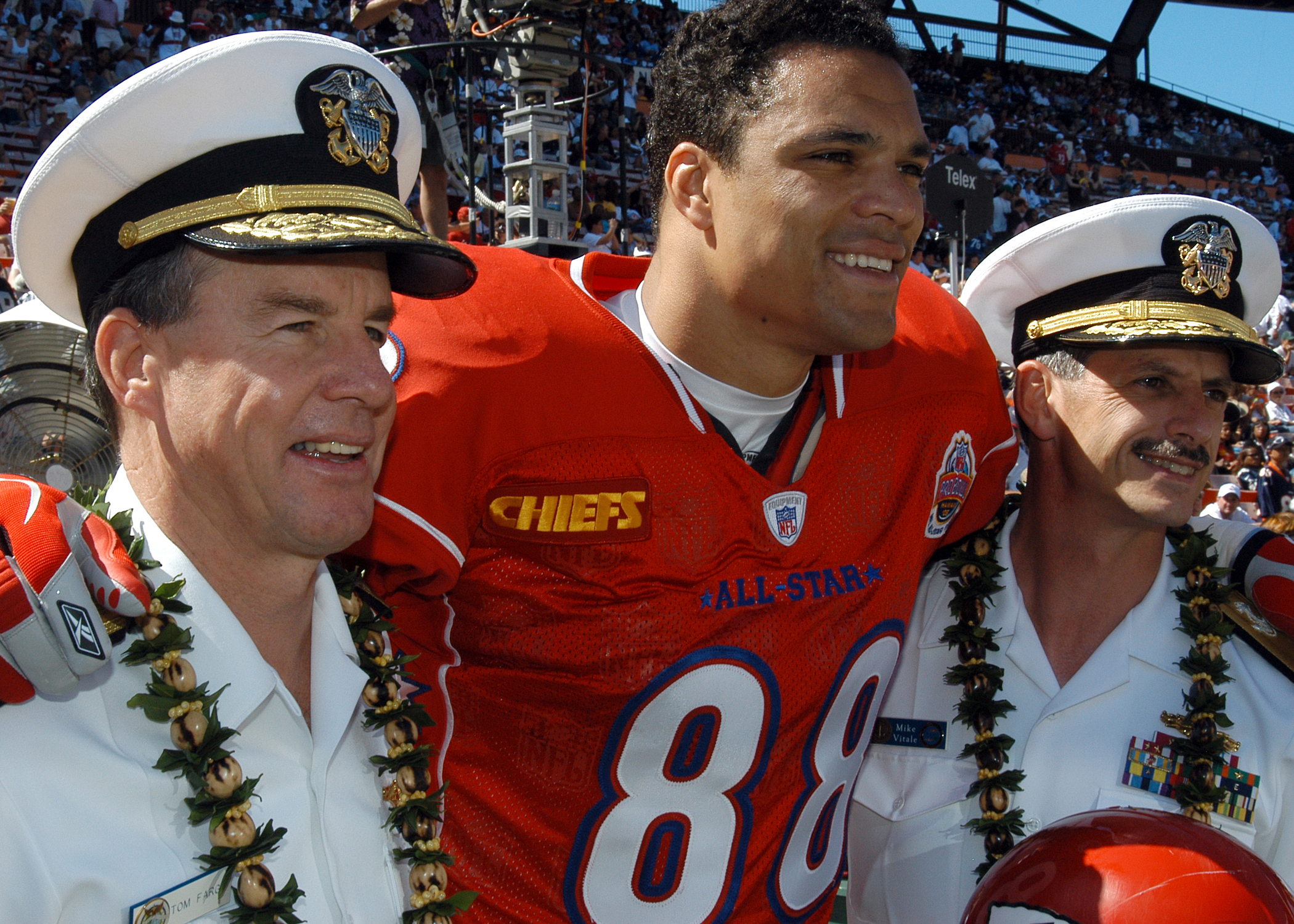
Gonzalez no Pro Bowl 2005

Em 14 de outubro de 2007, Gonzalez quebrou o recorde de touchdowns feitos por um tight end anteriormente detido por Shannon Sharpe, assim como passou Ozzie Newsome pelo segundo lugar na lista de tight end com mais jardas recebidas. Em 23 de dezembro de 2007, Gonzalez registrou sua terceira temporada com 1.000 jardas de recepção, empatando o recorde de Kellen Winslow, Todd Christensen e Shannon Sharpe. Em 30 de dezembro de 2007, Gonzalez passou Shannon Sharpe na lista de mais recepções feitas por um tight end.

#### Temporada de 2008
Na semana 4 da temporada de 2008, Gonzalez tornou-seo  líder de todos os tempos da NFL em jardas para um tight end com 10.064, superando Shannon Sharpe. Nessa temporada, ele teve 96 recepções para 1.058 jardas e também foi eleito para o seu décimo Pro Bowl . Pela quinta vez em sua carreira, ele conquistou a vaga no Primeiro-Time All-Pro.
Durante a offseason de 2009, Gonzalez novamente abordou a gerência dos Chiefs sobre uma possível troca. Diferentemente da administração anterior, o GM Scott Pioli, disse a Gonzalez que ele veria o que poderia fazer.

### Atlanta Falcons

#### Temporada de 2009

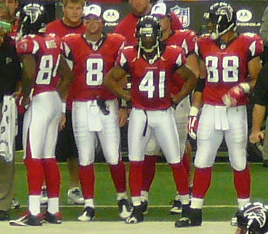
Tony Gonzalez (à direita) com Chris Redman, Roddy White e Antoine Harris

Gonzalez foi negociado para o Atlanta Falcons em troca de uma segunda escolha no Draft de 2010 em 23 de abril de 2009. Em seu primeiro jogo na temporada regular com o Atlanta contra o Miami Dolphins, Gonzalez recebeu um passe para touchdown de Matt Ryan e se tornou o 21º jogador, e o primeiro tight end, na história da NFL, com 11.000 jardas de recepção. Ele terminou o jogo liderando os Falcons em cinco recepções para 73 jardas e um touchdown, seu touchdown de 20 jardas marcou apenas a terceira vez que ele marcou no jogo de abertura da temporada.
Embora Gonzalez tenha registrado 83 recepções para 867 jardas e 6 touchdowns, suas estatísticas totais caíram em relação aos anos anteriores em Kansas City, e Gonzalez não foi selecionado para o Pro Bowl pela primeira vez em 10 anos. Ele foi nomeado para o Time da Década de 2000 (2000-2009).

#### Temporada de 2010
Na abertura da temporada regular de 2010 contra o Pittsburgh Steelers, González fez sua milésima recepção na carreira, tornando-se o sétimo jogador na história da NFL a fazê-lo e o primeiro tight end. Gonzalez teve seu melhor desempenho como jogador dos Falcons duas semanas depois contra o atual campeão do Super Bowl, New Orleans Saints, quando recebeu oito passes para 110 jardas e um touchdown para ajudar a levar o Atlanta a uma vitória na prorrogação.
Suas atuações em 2010 o ajudaram a voltar pro Pro Bowl naquele ano. Os Falcons terminou com uma campanha de 13 vitórias e 3 derrotas naquela temporada e foram para os playoffs. No primeiro jogo dos playoffs de Gonzalez em cinco anos, os Falcons foram derrotados pelo eventual campeão do Super Bowl, Green Bay Packers.

#### Temporada de 2011

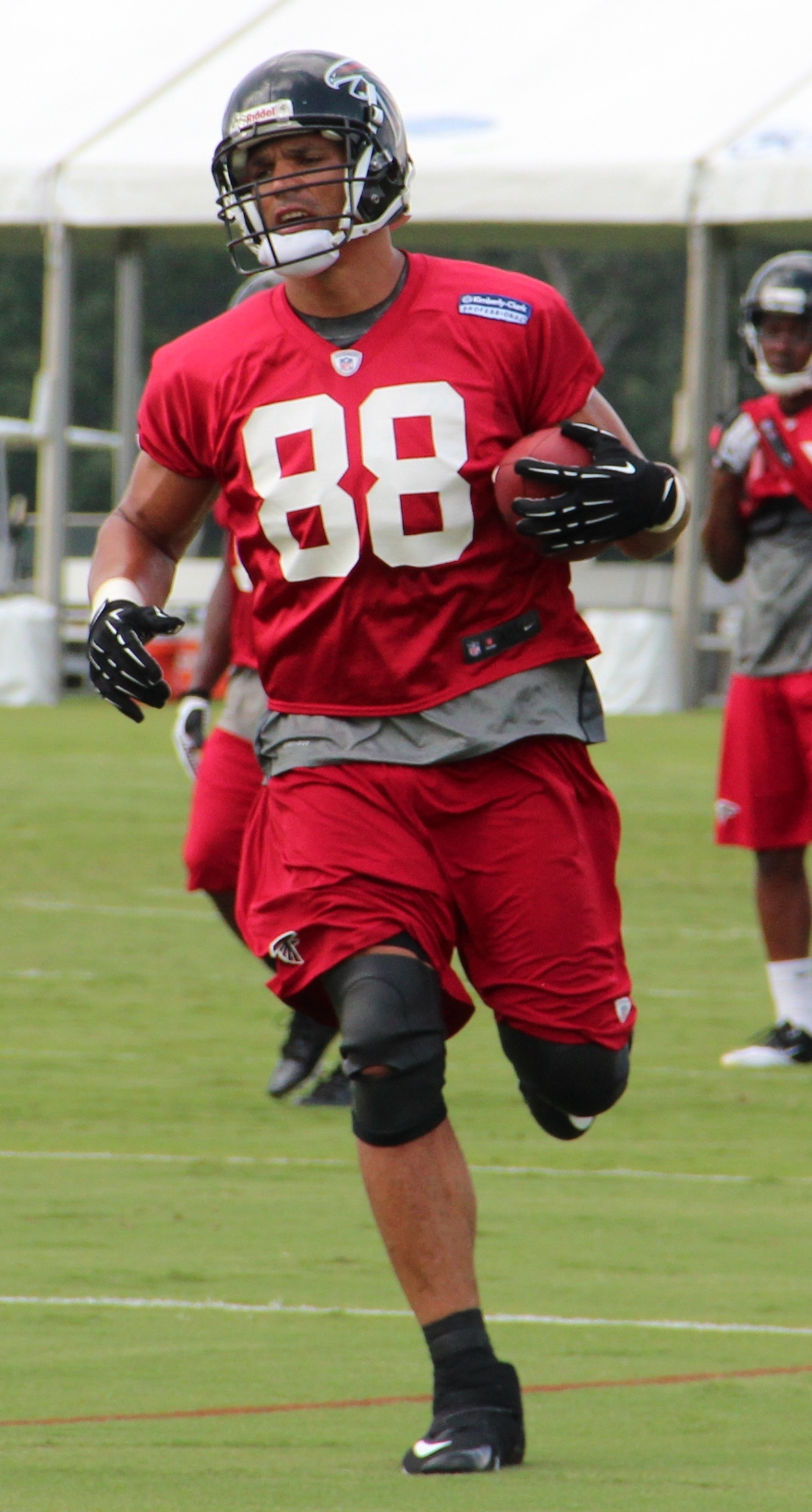
Tony Gonzalez em um treino dos Falcons em 2013

Durante a parada da NFL em 2011, Gonzalez contemplou se aposentar em vez de ficar de fora uma temporada inteira e esperar para jogar em 2012. Depois que a parada acabou sendo suspensa pela liga, González ficou empolgado com a perspectiva de voltar aos Falcons, que eram considerados candidatos ao Super Bowl. Na lista dos 100 Melhores Jogadores da NFL de 2011, ele ficou em 46º lugar.
Na temporada de 2011, Gonzalez terminou com 80 recepções para 875 jardas e sete  touchdowns. Ele foi nomeado para o Pro Bowl e ficou em 53º lugar na lista de 100 Melhores Jogadores da NFL de 2012.
Com o contrato de Gonzalez expirarando após a conclusão da temporada de 2011, ele assinou uma extensão de contrato no valor de US $ 7 milhões com os Falcons em 1 de janeiro de 2012, indicando sua intenção de retornar por pelo menos uma temporada.

#### Temporada de 2012
Na abertura da temporada 2012, Gonzalez jogou no Arrowhead Stadium contra os Chiefs pela primeira vez em sua carreira, o jogo terminou com uma vitória dos Falcons. Gonzalez alcançou seu 100º touchdown da carreira em 11 de novembro de 2012, em um jogo da semana 10 contra o New Orleans Saints, tornando-se o único tight end da história da NFL a conseguir 100 touchdown.
No geral, ele terminou a temporada de 2012 com 93 recepções para 930 jardas e oito touchdowns, ganhando outra vaga na Primeira-Equipe All-Pro e no Pro Bowl.
Em 13 de janeiro de 2013, Gonzalez venceu o primeiro jogo dos playoffs de sua carreira, quando os Falcons venceu o Seattle Seahawks por 30-28. Seus colegas jogadores o colocaram em 47º lugar na lista de 100 Melhores Jogadores da NFL de 2013.
Ao longo da temporada de 2012, ele insistiu em se aposentar. No entanto, em 12 de março de 2013, em sua página no Twitter, ele disse: "Estou feliz em dizer que depois de falar com minha família, eu voltarei". Então, mais tarde naquele dia, ele postou: "A atração de estar em uma equipe e organização tão grande, junto com um apoio inacreditável de fãs, era bom demais para deixar passar."

#### Temporada de 2013
Em 15 de março de 2013, Gonzalez concordou em assinar novamente com os Falcons um contrato de dois anos no valor de US $ 14 milhões, apesar de sua alegação de que ele estaria se aposentando após a temporada de 2013. Com a aposentadoria de Randy Moss, González, de 37 anos, passou sua última temporada como líder ativo da NFL em jardas recebidas.
Em 29 de setembro, contra o New England Patriots, ele teve 12 recepções para 149 jardas e dois touchdowns. Gonzalez jogou seu último jogo da NFL contra o Carolina Panthers em 29 de dezembro.
Ele terminou sua última temporada com 83 recepções para 859 jardas e oito touchdowns. Mais tarde, ele seria nomeado como um segundo suplente para o Pro Bowl naquela temporada e foi adicionado à lista quando Vernier Davis recusou o convite. Foi a sua 14ª e última participação no Pro Bowl, empatando-o com Bruce Matthews, Merlin Olsen, Peyton Manning e Tom Brady em mais seleções.

### Legado
Gonzalez é considerado o maior tight end de todos os tempos. Durante a sua carreira, ele quebrou vários recordes da NFL e apenas dois de seus principais recordes foram quebrados, mais touchdowns na carreira e mais temporadas de 1.000 jardas por um tight end. Além disso, ele também possui vários recordes dos Chiefs e, no momento de sua aposentadoria, ele terminou entre os 10 primeiros em muitas categorias de recebedores para qualquer posição. Ele terminou em 6º em jardas, 2º em recepções e 7º em touchdowns.
Em 26 de janeiro de 2018, os Chiefs anunciaram que indicariam Gonzalez para o seu próprio Hall of Fame. Ele foi introduzido durante o intervalo de um jogo durante a temporada de 2018. Em seu primeiro ano de elegibilidade em 2019, Gonzalez foi introduzido no Hall da Fama do Futebol Profissional .

#### Recordes da NFL
- Jardas por um tight end (15.127) [79]
- Mais recepções por um tight end (1,325) [80]
- Mais temporadas com 1.000 jardas de recepção por um tight end (4, empatado) [81]
- Mais temporadas consecutivas com 2+ touchdowns (17) - 1997–2013[82]
- Mais temporadas consecutivas com mais de 20 recepções (17) - 1997–2013[83]
- Mais temporadas consecutivas com mais de 30 recepções (17) - 1997–2013[84]
- Mais temporadas consecutivas com mais de 40 recepções (16) - 1998-2013[85]
- Mais temporadas consecutivas com mais de 50 recepções (16) - 1998-2013[86]
- Mais temporadas consecutivas com mais de 60 recepções (15) - 1999-2013[87]
- Mais temporadas consecutivas com mais de 70 recepções (11) - 2003-2013[88]
- Mais temporadas com mais de 70 recepções (14) - 1999-2001, 2003-2013[89]
- Mais temporadas consecutivas com mais de 500 jardas recebidas (16) - 1998–2013[90]
- Mais temporadas consecutivas com mais de 600 jardas recebidas (16) - 1998–2013[91]
- Mais temporadas consecutivas com mais de 500 jardas da linha de scrimmage (16) - 1998–2013[92]
- Mais temporadas consecutivas com mais de 600 jardas da linha de scrimmage (16) - 1998–2013[93]
- Mais temporadas consecutivas com mais de 500 jardas totais (16) - 1998-2013[94]
- Mais temporadas consecutivas com mais de 600 jardas totais (16) - 1998-2013[95]
- Mais seleções para o Pro Bowl (empatado) (14) [96]
- Líder de Todos os Tempos do Pro Bowl em Recepções (49) [97]
- Segunda maior marca de jogos consecutivo de um tight end (120) [98]
- Segunda maior marca de recepções na carreira (1,325) [99]
- Segunda maior marca de jogos consecutivos com uma recepção (211) (empatada) [100]

#### Recordes dos Chiefs
- Mais jardas recebidas na carreira (10.940)[101]
- Mais touchdowns na carreira (76)[102]
- Mais jardas da linha de scrimmage (10.954)[103]
- Mais recepções em uma temporada (102) - 2007[104]
- Mais temporadas com 1.000 jardas recebidas (4)[105]

### Estatísticas da carreira
| Ano   | Time        | Jogos | Rec   | Jds    | Média | Lng | TD  |
| ----- | ----------- | ----- | ----- | ------ | ----- | --- | --- |
| 1997  | Kansas City | 16    | 33    | 368    | 11,1  | 30  | 2   |
| 1998  | Kansas City | 16    | 59    | 621    | 10,5  | 32  | 2   |
| 1999  | Kansas City | 15    | 76    | 849    | 11,3  | 73  | 11  |
| 2000  | Kansas City | 16    | 93    | 1 203  | 12,9  | 39  | 9   |
| 2001  | Kansas City | 16    | 73    | 917    | 12,6  | 36  | 6   |
| 2002  | Kansas City | 16    | 63    | 773    | 12,3  | 42  | 7   |
| 2003  | Kansas City | 16    | 71    | 916    | 12,9  | 67  | 10  |
| 2004  | Kansas City | 16    | 102   | 1 258  | 12,3  | 32  | 7   |
| 2005  | Kansas City | 16    | 78    | 905    | 11,6  | 39  | 2   |
| 2006  | Kansas City | 15    | 73    | 900    | 12,3  | 57  | 5   |
| 2007  | Kansas City | 16    | 99    | 1 172  | 11,8  | 31  | 5   |
| 2008  | Kansas City | 16    | 96    | 1 058  | 11,0  | 35  | 10  |
| 2009  | Atlanta     | 16    | 83    | 867    | 10,4  | 27  | 6   |
| 2010  | Atlanta     | 16    | 70    | 656    | 9,4   | 34  | 6   |
| 2011  | Atlanta     | 16    | 80    | 875    | 10,9  | 30  | 7   |
| 2012  | Atlanta     | 16    | 93    | 930    | 10,0  | 25  | 8   |
| 2013  | Atlanta     | 16    | 83    | 859    | 10,3  | 25  | 8   |
| Total | Total       | 270   | 1 325 | 15 127 | 11,4  | 73  | 111 |

## Carreira pós-NFL
Depois de sua aposentadoria, Gonzalez tornou-se um analista de futebol americano na CBS. Ele trabalhou para a CBS até o final da temporada de 2016.
Em 10 de maio de 2017, Gonzalez foi contratado como analista de futebol americano pela FOX.

## Vida pessoal

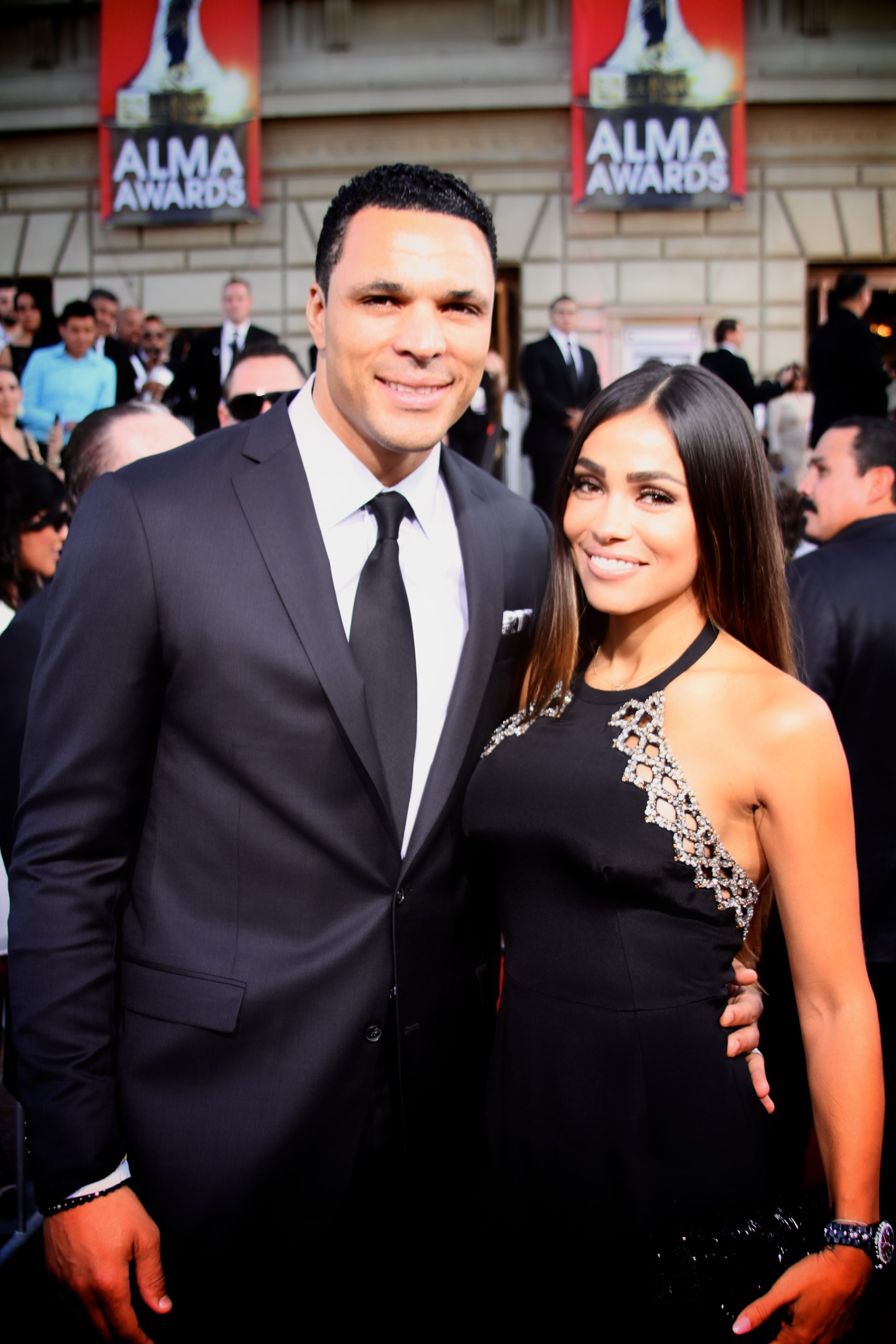
Tony & October Gonzalez no Alma Awards de 2014

No início de 2007, González sofreu um surto de paralisia facial conhecido como Paralisia de Bell. Gonzalez posteriormente experimentou uma dieta vegana depois de ler The China Study, do professor e pesquisador de nutrição da Cornell, T. Colin Campbell, mas ele e sua nutricionista, Mitzi Dulan, decidiram que comer carne ocasionalmente seria melhor para seu desempenho. González só come frutas e vegetais orgânicos, frango caipira, carne alimentada com capim (não mais que 18 onças por mês) e peixe.
Gonzalez teve uma cerimônia de compromisso em julho de 2007 com sua namorada, October, embora o casal se considere casado apesar de não ser legalmente casado.
Gonzalez tem três filhos: Malia e River, com October, e Nikko, que é de um relacionamento anterior com o repórter de entretenimento Lauren Sánchez. Ele mora em Huntington Beach, Califórnia.
Em 3 de julho de 2008, enquanto jantava com sua família no Restaurante Capone's em Huntington Beach, González notou Ken Hunter engasgado com um pedaço de carne em uma mesa próxima, incapaz de respirar. Gonzalez fez com sucesso a Manobra de Heimlich para Hunter, salvando sua vida. Após o incidente, foi revelado que Hunter era um fã do San Diego Chargers, que é um time rival dos Chiefs na AFC West.
Ele fez campanha para Barack Obama na eleição de 2008, dizendo que "esta é a primeira vez na minha vida que eu me envolvi com política na minha vida".

### Outros empreendimentos
Além de jogar na NFL, Gonzalez esteve envolvido em vários empreendimentos comerciais. Enquanto jogava nos Chiefs, ele co-fundou a Extreme Clean 88, um serviço de limpeza comercial em Kansas City. Ainda em Kansas City, Gonzalez também contribuiu para a Shadow Buddies uma instituição de caridade que trabalha com crianças hospitalizadas. Gonzalez também é embaixador da fundação sem fins lucrativos Scholars 'Hope Foundation em Huntington Beach. É um programa de enriquecimento acadêmico pós-escola que ajuda os alunos a serem a melhor versão de si mesmos e a incentivá-los ao ensino superior.
Em 2009, Gonzalez foi co-autor do livro The All-Pro Diet. O livro, escrito em parceria com Mitzi Dulan, ex-nutricionista do Chiefs, detalha sua rotina de dieta e exercícios e fornece sugestões práticas para que outros sigam o mesmo caminho.
Mais tarde, em 2009, Gonzalez cofundou a All-Pro Science, uma empresa de nutrição esportiva que fabrica uma linha completa de shakes de proteína, vitaminas e outros suplementos. Os produtos da linha APS seguem uma filosofia semelhante àquela apresentada no livro de Gonzalez, concentrando-se no equilíbrio de alimentos de fontes naturais.
De 2013 a 2017, Tony trabalhou com a FitStar, uma empresa que faz aplicativos de condicionamento físico móvel, ajudando as pessoas a entrar em forma com treinamentos personalizados fornecidos pelo iPhone, iPad e iPod touch. Ele aparece no aplicativo FitStar Personal Trainer, levando os ensinamentos aos usuários através de sessões personalizadas.
Em março de 2015, Gonzalez apresentou o programa de seis episódio, You Can't Lick Your Elbow, no National Geographic Channel.
Em 2015, Gonzalez e seu irmão mais velho, Chris, foram apresentados no documentário Play It Forward. O filme estreou durante o Tribeca Film Festival.
Gonzalez competiu contra o linebacker Ray Lewis em um episódio de Lip Sync Battle da Paramount, que foi ao ar em 2 de fevereiro de 2017. Ele dublou "The Humpty Dance", de Digital Underground, e "Whip It", do Devo, mas não venceu.

### Atuação
Em 2006, Gonzalez teve um papel menor no filme, A.I. Assault, seu primeiro trabalho como ator. Ele também apareceu em três episódios de NCIS como agente especial Tony Francis.
No filme XXx: Return of Xander Cage de 2017, ele interpretou Paul Donovan, seu primeiro papel no cinema como ator. Ele também fez aparições como ele mesmo em outras séries de televisão.

### Filmografia
Documentários/Game shows
| Ano  | Título                                 |
| ---- | -------------------------------------- |
| 2005 | MTV Cribs                              |
| 2006 | Celebrity Cooking Showdown             |
| 2007 | Hard Knocks (Com o Kansas City Chiefs) |
| 2008 | Oprah's Big Give                       |
| 2015 | You Can't Lick Your Elbow              |
| 2017 | Beat Shazam                            |
| 2017 | Lip Sync Battle                        |

Atuação
| Ano        | Título                     | Função                       |
| ---------- | -------------------------- | ---------------------------- |
| 2002       | Arliss                     | Ele mesmo                    |
| 2004       | Married to the Kellys      | Ele mesmo                    |
| 2006       | A.I. Assault               | Derek Williams               |
| 2010       | One Tree Hill              | Ele mesmo                    |
| 2013       | NFL Rush Zone              | Ele mesmo                    |
| 2014, 2016 | NCIS (3 episódios)         | Agente Especial Tony Francis |
| 2017       | XXx: Return of Xander Cage | Paul Donovan                 |